# Свиленград
Сви́ленград (болг. Свиленград) — місто в Хасковській області Болгарії. Адміністративний центр общини Свиленград.

## Населення
За даними перепису населення 2011 року у місті проживали 18 115 осіб.
Національний склад населення міста:
| Національність   | Кількість осіб | Відсоток |
| ---------------- | -------------- | -------- |
| болгари          | 14887          | 89,7%    |
| цигани           | 1524           | 9,2%     |
| турки            | 87             | 0,5%     |
| інша             | 50             | 0,3%     |
| не визначились   | 54             | 0,3%     |
| Всього відповіли | 16602          |          |

Розподіл населення за віком у 2011 році:
Динаміка населення: